# Blue Water High : Surf Academy
Pour les articles homonymes, voir Bluewater.
Blue Water High : Surf Academy (Blue Water High) est une série télévisée australienne en 78 épisodes de 25 minutes diffusé entre le 11 mai 2005 et le 25 septembre 2008 sur ABC TV.
En France, la série a été diffusée sur Filles TV et rediffusée en 2012 sur France Ô et June.
Au Québec, la série était diffusée sur Vrak TV vers Octobre 2007.

## Synopsis
Chaque saison accompagne la vie d'environ une demi douzaine d'ados à Solar Blue, une école de surf. Les élèves ont la possibilité de vivre une année dans l'établissement, pour apprendre le surf aux plages au nord de Sydney.

## Première saison (2005)

### Distribution
- Kate Bell (en) (VFB : Julie Basecqz) : Rebecca "Bec" Sanderson
- Khan Chittenden (en) : Dean "Edge" Edgely
- Tahyna Tozzi : Perri Lawe
- Chris Foy (es) : Matthew "Matt" Leyland
- Sophie Luck (VFB : Mélanie Dermont) : Fiona "Fly" Watson
- Adam Saunders (de) : Heath Carroll
- Mara Scherzinger (en) : Anna Petersen
- Martin Lynes (en) : Craig "Simmo" Simmonds
- Liz Burch (en) : Jilly
- Nadine Garner : Deborah "Deb" Callum
- Simon Westaway : Mr.Sanderson
- Matt Ruddock : Joe Sanderson

### Épisodes
1. Nouvelles vagues (The Contenders)
2. Rébellion (Winners and Losers)
3. Rentrée des classes (Trouble in Paradise)
4. Fly se jette à l'eau (Fly Takes a Dive)
5. Anna à la dérive (Anna Loses Her Way)
6. Le pari (Edge Wipes Out)
7. Histoire de famille (Friends in Need)
8. Trahison (Brothers and Sisters)
9. Visite surprise (Sharks In The Mind)
10. Cachotteries (Timing Is Everything)
11. Le défi (Out Of Control)
12. Anniversaire agité (Dreams and Dramas)
13. Prise de risque, prise de tête (Life On The Line)
14. Orgueil et préjugés (Bad Boy Heath)
15. Esprit d'équipe (Joker's Wild)
16. Contre-temps (Undefined)
17. Perri dans la tourmente (Perri Lies Low)
18. Gagner à tout prix ! (Winning Isn't Everything)
19. Chassés-croisés (Right Dances-Wrong Partner)
20. La vague des rumeurs (Big Wave Fears)
21. Chassés-croisés sans vague (The Kiss)
22. Quand l'amour s'en mêle (Behind The Scenes)
23. Surf ou kite (Tough Choices)
24. La plage de l'année (The Band Plays On)
25. Pile ou face (Suspicious Minds)
26. La grande finale (And The Winner Is)

## Deuxième saison (2006)

### Distribution
- Ryan Corr : Eric Tanner
- Gabrielle Scollay : Amy Reed
- James Sorensen : Mike Kruze
- Lesley Anne Mitchell (VF : Alice Ley) : Brooke Solomon
- Trent Dalzell (en) : Corey Petrie
- Taryn Marler (en) : Rachel Samuels
- Sophie Luck : Fiona "Fly" Watson
- Martin Lynes (en) : Craig "Simmo" Simmonds
- Liz Burch (en) : Jilly
- Adam Saunders (de) : Heath Carroll

### Épisodes
Les épisodes de la deuxième saison n'avaient pas de titre en Australie. Ils étaient seulement numérotés de 1 à 26.
1. La relève
2. Le pique-nique catastrophe
3. L'arroseur arrosé
4. Science contre nature
5. Le coup de foudre
6. Entraînement difficile
7. Escapade à la montagne
8. Un choix difficile
9. Le concours de beauté
10. Leçons de danse
11. Camping
12. Tout pour le surf
13. Histoires de rivalités
14. Le bal
15. Jusqu'au bout
16. Une visite surprise
17. Retour aux sources
18. La dispute
19. Le triathlon
20. Retour aux affaires
21. Crise de confiance
22. La blessure
23. Les examens
24. Le concurrent
25. Tournage à Solar Blue
26. La finale

## Troisième saison (2008)

### Distribution
- Kain O'Keeffe (en) : Guy Spender
- Lachlan Buchanan : Charley Prince
- Eka Darville : Adam Bridge
- Cariba Heine (VFB : Esther Aflalo) : Bridget Sanchez
- Amy Beckwith : Loren Power
- Rebecca Breeds : Cassie Cometti
- Craig Horner : Gary Miller
- Kate Bell (en) (VFB : Julie Basecqz) : Bec Sanderson

### Épisodes
Les épisodes de la troisième saison n'avaient pas de titre en Australie. Ils étaient seulement numérotés de 1 à 26.
1. Rentrée mouvementée
2. Le bon choix
3. Vague à l'âme
4. A dure épreuve
5. Ménage ta monture
6. Au voleur !
7. Une nouvelle passion
8. Le baiser de la gloire
9. Prise de bec
10. Surfer dans la gueule du requin
11. L'invitée surprise
12. Un jour mon prince viendra
13. Planches de salut
14. Danse avec les vagues
15. Parlez-moi d'amour
16. Portée disparue
17. Surprise !
18. Le secret de Charley
19. Excès de confiance
20. Les sirènes de l'amour
21. Le code de la vague
22. Jalousie
23. Riche et célèbre
24. Guy le compèt
25. Quiproquo
26. Le jour J